# Stadio Enzo Bearzot
Lo stadio Enzo Bearzot, fino al 2016 conosciuto come stadio Campagnuzza, è un impianto sportivo della città di Gorizia. Ospita le partite interne della Pro Gorizia e ha una capienza di 1.000 spettatori.

## Storia
Lo stadio fu inaugurato il 2 gennaio 1972 con la partita Pro Gorizia-Trivignano e aveva una capienza di 4000 spettatori. Costruito nel quartiere periferico della Campagnuzza, dal quale prese il nome, l'impianto rimpiazzava l'ormai obsoleto stadio Baiamonti, situato nel centro storico di Gorizia. 
Il 26 aprile 2016, dopo un lungo restauro che comportato la demolizione della gradinata opposta alla tribuna, lo stadio è stato riaperto e dedicato ad Enzo Bearzot.